# 徐枫 (政治人物)
徐枫（1966年4月—），上海人，中华人民共和国政治人物，上海市妇女联合会主席、党组书记，第十届全国政协委员，中共十九大代表。